# Аха (бог)
Аха (егип. ˁḥ3 — «воин, боец») — бог богатства и безопасности в древнеегипетской мифологии. Аха был богом танцев и музыки, а также защитником детей и матерей.

## Мифология
На изображениях бога Аха впервые показаны так называемые «Магические ножи», которые, как правило, находились во фронтальной части барельефа или статуэтки. С лица свисала грива, возможно из шерсти льва или павиана. В руках он держал змею или нож. В период Нового царства его как правило изображали в профиль, иногда с крыльями. В целом он выглядел так же, как и бог Бес. Существовала также женская форма бога, по имени Ахат.
Атрибуты бога Аха принимали участие во время празднования хеб-сед, жрецы надевали маски, изображающие это божество. Во времена Нового царства, произошли перемены с окончанием "-tj " в имени божества: ˁḥ3tj и ḥ3jtj в более позднее время.